# Daniel Börtz
Daniel Börtz (født 8. august 1943 i Hässleholm, Sverige) er en svensk komponist, violinist og lærer.
Börtz studerede violin og komposition privat hos John Fernström og Hilding Rosenberg. Herefter kom han på Det Kongelige Musikkonservatorium i Stockholm, hvor han studerede komposition videre med Karl-Birger Blomdahl og Ingvar Lidholm. Han har skrevet fjorten symfonier, orkesterværker, kammermusik, operaer og sange etc. Börtz har undervist på Det Kongelige Musikkonservatorium i Stockholm i musikteori og orkestrering, Han har også studeret elektronisk musik i Holland. Börtz er klassisk modernist i sin kompositionsform.

## Udvalgte værker
- Symfoni nr. 1 (1973) - for orkester
- Symfoni nr. 2 (1974-1975) - for orkester
- Symfoni nr. 3 (1975-1976) - for orkester
- Symfoni nr. 4 (1980-1981) - for orkester
- Symfoni nr. 5 (1980-1981) - for orkester
- Symfoni nr. 6 (1981-1983) - for sopran og orkester
- Symfoni nr. 7 (1984-1986) - for orkester
- Symfoni nr. 8 (1987-1988) - for orkester
- Symfoni nr. 9 (1991) - for orkester
- Symfoni nr. 10 (1991-1992) - for blæserorkester
- Symfoni nr. 11 (1993–1994) - for orkester
- Symfoni nr. 12 (2010-2011) - for baryton eller mezzosopran og orkester
- Symfoni nr. 13 (2016-2018) - for mandlig og kvindelig fortæller, mezzosopran, kontratenor, baryton og orkester
- Symfoni nr. 14 (2018–2019) - for orkester